# Sebeos

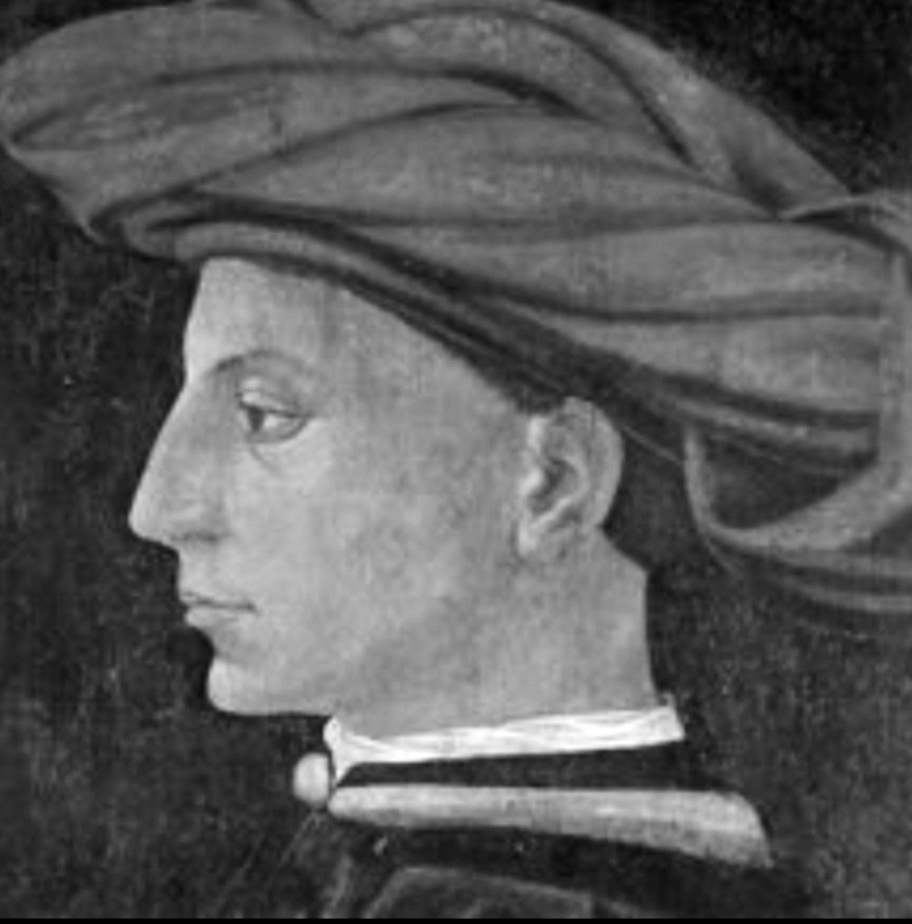
Sebeos

Sebeos (em armênio/arménio: Սեբեոս) foi um religioso armênio do século VII, bispo dos Bagratúnios, que participou do Quarto Concílio de Dúbio em 645. Teria escrito uma "História de Heráclio", mas a autoria é questionada.

## Biografia
Muito pouco se sabe da vida de Sebeos. Suas datas de nascimento e morte são desconhecidas, mas os historiadores concordam que viveu no século VII. Frequentou a corte do xá sassânida Cosroes I (r. 590–628) e depois participou do Quarto Concílio de Dúbio em 645 como "Bispo dos Bagratúnios" de acordo com a oitava assinatura dos textos das resoluções do concílio.

## Obra
Segundo a tradição armênia, Sebeos é autor de um importante trabalho histórico conhecido como "História de Heráclio", dividido em duas partes: a primeira abrange o período do combate mítico de Haico contra Bel até a revolta liderada por Vardanes III Mamicônio contra os persas nos anos 570; a segunda continua até 661 e descreve as ações realizadas na Armênia pelo imperador bizantino Heráclio (r. 610–641) e o início das incursões árabes, constituindo uma continuação da história de Lázaro de Farpe. Sebeos dá informações detalhadas sobre o reinado dos "Grande Reis" sassânidas de Perozes I (r. 459–484) até Isdigerdes III (r. 632–651). A crônica termina com a guerra civil árabe e a ascensão política de Moáuia I (r. 661–680).
A primeira edição deste livro, produzida em Constantinopla em 1851, se baseia em um manuscrito descoberto em Valarsapate em 1842; o manuscrito não tinha nenhum título ou divisão, e o título "História de Heráclio" e a atribuição à Sebeos deram-se no momento da descoberta, quando supôs-se tratar da História de Sebeos que várias fontes medievais evocavam. Este manuscrito também se perdeu, e a autoria é muito incerta (ou rejeitada) e o autor é muitas vezes chamado de "Pseudo-Sebeos" ou mesmo "Pseudo-Agatângelo".
A primeira parte da obra contém o início da "História primitiva" do enigmático sírio chamado Mar Abas Catina (que também é referido por Moisés de Corene em sua "História da Armênia", mesmo estando longe em vários pontos da versão de "Pseudo-Sebeos").